# Берендт, Вольфганг
Во́льфганг Бе́рендт (нем. Wolfgang Behrendt; род. 14 июня 1936, Берлин) — немецкий боксёр легчайшей и наилегчайшей весовых категорий, выступал за сборную ГДР во второй половине 1950-х годов. Чемпион летних Олимпийских игр в Мельбурне, обладатель бронзовой медали чемпионата Европы, участник многих международных турниров и матчевых встреч. Также известен как фотокорреспондент и общественный деятель.

## Биография
Вольфганг Берендт родился 14 июля 1936 года в Берлине. Активно заниматься боксом начал в возрасте одиннадцати лет, проходил подготовку в берлинском спортивном клубе «Айнхайт». Первого серьёзного успеха на ринге добился в 1955 году, когда стал чемпионом ГДР в легчайшем весе и выиграл бронзовую награду на чемпионате Европы в Западном Берлине (в полуфинале наилегчайшей весовой категории проиграл румыну Мирче Добреску). Благодаря череде удачных выступлений удостоился права защищать честь страны на летних Олимпийских играх 1956 года в Мельбурне — одолел здесь всех своих соперников, в том числе ирландца Фредерика Гилроя и корейца Сон Сун Чёна в полуфинале и финале соответственно.
Получив золотую олимпийскую медаль, Берендт номинировался на звание лучшего спортсмена ГДР 1956 года, однако в итоге занял второе место, уступив велогонщику Густаву-Адольфу Шуру. Год спустя он вновь выиграл национальное первенство, но затем в его карьере наступил некоторый спад. В 1960 году он в третий раз завоевал золото чемпионата ГДР (на сей раз в полулёгкой весовой категории) и хотел пройти отбор на Олимпийские игры в Рим. Тем не менее, на отборочных соревнованиях в Берлине проиграл соотечественнику Вернеру Киршу и вынужден был отказаться от этой поездки. После ещё одного длительного перерыва пытался пройти квалификацию на Олимпиаду 1964 года в Токио, но тоже неудачно — конкуренты в лёгком весе оказались слишком сильными для него. Всего в любительском олимпийском боксе провёл 201 бой, из них 188 окончил победой, 8 поражением, в пяти случаях была зафиксирована ничья.
После завершения спортивной карьеры в период 1963—1991 Вольфганг Берендт работал фотографом в газете «Новая Германия»: в качестве фотокорреспондента побывал на восьми Олимпийских играх, получил две золотые медали на всемирных выставках спортивной фотографии в Дамаске и Пекине. Помимо этого, занимался общественной деятельностью, был почётным послом детского фонда хосписа Центральной Германии в Нордхаузене. Женат, воспитал двоих детей. Его сын Марио тоже стал довольно известным боксёром, в частности, он представлял ГДР на летних Олимпийских играх 1980 года в Москве.